# Абатство Мариавалд
Абатство Мариавалд (на немски: Abtei Mariawald) е трапистко абатство до град Хаймбах, провинция Северен Рейн-Вестфалия, Западна Германия. Абатството е част от Ордена на цистерцианците на строгото спазване.

## История
Абатството е основано на 4 април 1486 г. като цистерциански манастир, с името Nemus Mariae (Mariawald). През 1494 г. започва строителство на нова каменна църква, която да замени дотогавашната дървена. новата църква е осветена през 1539 г. Следващите сто години са труден период за абатството. То често е опустошавано по време на различни войни, особено през Тридесетгодишната война и Културкампфа. След това започва период на спокойствие и разцвет, който приключва с избухването на Френската революция. През 1794 г. абатството е завзето от френската революционна армия. На 2 април 1795 г. монасите са прогонени, а земята и сградите са продадени на търг.
През 1860 г. Ефрем ван дер Мьолен, абат на траписткото абатство Ольонберг (Елзас) купува манастирските имоти. През февруари 1861 г., двама братя, монаси от Oelenberg започват да възстановят манастира. През април 1862 г. монашеския живот е напълно възобновен. Възстановяването на абатството продължава до 1891 г., като строителните работи са прекъснати за кратко по време на Немско-пруската война от 1870 – 1871 г.
През Първата световна война 33 от монасите от абатството са призовани за военна служба. Трима от тях загиват по време на войната. След избухването на Втората световна война отново част от монасите са призовани за военна служба, друга част са арестувани и пратени по затворите. На 21 юни 1941 г. абатството е затворено. През есента на 1944 г. фронтът е в близост до абатството и в него е устроена военно-полева болница. През февруари 1945 г. полевата болница се мести. 414 души умират по време на престоя им в полевата болница, всички те са погребани от монасите на един хълм западно от манастира.
В хода на военните действия, част от манастирските сгради са разрушени. На 28 април 1945 г. отец Christopherus Elsen възстановява собствеността на абатството. Част от монасите се завръщат и абатството е възстановено отново. През декември 1946 г. Christopherus Elsen е избран за абат. Поправянето на щетите, причинени от войната, продължава до 1959 г. Църквата е ремонтирана през 1962 – 1964 г.
Днес абатството е единственият действащ мъжки трапистки манастир в Германия, с петнадесет монаси. През 1995 г. в подкрепа на абатството е създадена „Асоциация на приятелите на Абатство Мариавалд“.

## Абатско стопанство
Абатство Мариавалд е член и съучредител на създадената през 1997 г. „Международната трапистка асоциация“ (ITA), която защитава интересите на автентичното трапистко производство и гарантира качеството и уникалността му чрез присъждане на знака и логото „Автентичен трапистки продукт“.
Абатството може да поставя логото „Автентичен трапистки продукт“ на произвежданите от него ликьори "Mariawalder Klosterlikör" и Trappisten Abteitropfen.

## Списък с абатите на манастира (1909 – 2018)
- Laurentius Wimmer (1909 – 1929)
- Stephan Sauer (1929 – 1939)
- Christophorus Elsen (1947 – 1961)
- Andreas Schmidt (1961 – 1966)
- Otto Aßfalg (1967 – 1980)
- Meinrad Behren (1983 – 1992)
- Franziskus de Place (1993 – 1999)
- Bruno Gooskens (1999 – 2005)
- Josef Vollberg (2006 – 2018)